# Championnat du monde féminin de handball 1995
Navigation
Norvège 1993 Allemagne 1997
Le Championnat du monde féminin de handball 1995 a eu lieu du 5 au 17 décembre 1995, en Autriche et en Hongrie.
La compétition est placée sous le signe de la nouveauté puisqu'elle est pour la première fois attribué en co-organisation à deux pays, prend une nouvelle périodicité biennale et est élargie à vingt équipes nationales participantes. Celles-ci sont réparties en quatre groupes de cinq équipes lors de la phase de groupes, dont les trois premiers se qualifient pour une phase finale à élimination directe commençant en huitièmes de finale. Des matchs de barrage entre les quatrièmes et cinquièmes de groupes permettent de déterminer les quatre derniers qualifiés pour les huitièmes de finale. 
Conformément aux attentes, les quarts de finale sont monopolisés par les équipes européennes, seulement accompagnées de la Corée du Sud. En demi-finales, les favorites Danoises et Norvégiennes sont cependant éliminées respectivement par les Sud-Coréennes (33-31) et les Hongroises (22-21). Les Sud-Coréennes, déjà victorieuses des tenantes du titre Allemandes à deux reprises dans la compétition, déploient un jeu tout-terrain, basé sur la vitesse, encore jamais vu jusqu'alors. Lors de la finale disputée à Vienne, la Hongrie ne parvient pas à contenir le jeu rapide des joueuses asiatiques et s'incline logiquement par 25 buts à 20. La Corée du Sud remporte son premier titre de championne du monde, qui constitue également la première victoire d'une équipe non-européenne dans l'histoire de la compétition. Le Danemark complète le podium en écartant d'un but la Norvège (25-24).

## Présentation

### Lieux de compétition
| Autriche | Carte                                                         | Hongrie |
| --- | ------------------------------------------------------------- | --- |
| [[Fichier:Austria adm location map.svg\|350px\|{{#if:\|{{{alt}}}\|Championnat du monde féminin de handball 1995 est dans la page Autriche.]]Vienne Wiener Neustadt Sankt Pölten Stockerau Krems | L'Autriche (en vert) est à l'ouest de la Hongrie (en orange). | [[Fichier:Hungary location map.svg\|300px\|{{#if:\|{{{alt}}}\|Championnat du monde féminin de handball 1995 est dans la page Hongrie .]]Vienne Budapest Győr |

### Équipes qualifiées
| Continent         | Place(s) | Nations qualifiées | Moyen de qualification                        | Date                 | Apparitions précédentes                                               |
| ----------------- | -------- | ------------------ | --------------------------------------------- | -------------------- | --------------------------------------------------------------------- |
| —                 | 2        | Hongrie            | Pays organisateurs                            | ?                    | 10 (1957, 1962, 1965, 1971, 1973, 1975, 1978, 1982, 1986, 1993)       |
| —                 | 2        | Autriche           | Pays organisateurs                            | ?                    | 4 (1957, 1986, 1990, 1993)                                            |
| —                 | 1        | Allemagne          | Vainqueur du Championnat du monde 1993        | 5 décembre 1993      | 10 (1957, 1962, 1965, 1971, 1973, 1978, 1982, 1986, 1990, 1993)       |
| Europe (EHF)      | 9        | Danemark           | Vainqueur du Championnat d'Europe 1994        | 17-25 septembre 1994 | 10 (1957, 1962, 1965, 1971, 1973, 1975, 1978, 1982, 1986, 1993)       |
| Europe (EHF)      | 9        | Norvège            | 3e du Championnat d'Europe 1994               | 17-25 septembre 1994 | 7 (1971, 1973, 1975, 1982, 1986, 1990, 1993)                          |
| Europe (EHF)      | 9        | Croatie            | 5e du Championnat d'Europe 1994               | 17-25 septembre 1994 | 0                                                                     |
| Europe (EHF)      | 9        | Russie             | 6e du Championnat d'Europe 1994               | 17-25 septembre 1994 | 8 (1962, 1973, 1975, 1978, 1982, 1986, 1990, 1993)                    |
| Europe (EHF)      | 9        | Suède              | 7e du Championnat d'Europe 1994               | 17-25 septembre 1994 | 3 (1957, 1990, 1993)                                                  |
| Europe (EHF)      | 9        | Rép. tchèque       | 8e du Championnat d'Europe 1994               | 17-25 septembre 1994 | 7 (1957, 1962, 1965, 1973, 1975, 1978, 1982, 1986, 1993)              |
| Europe (EHF)      | 9        | Roumanie           | 10e du Championnat d'Europe 1994              | 17-25 septembre 1994 | 11 (1957, 1962, 1965, 1971, 1973, 1975, 1978, 1982, 1986, 1990, 1993) |
| Europe (EHF)      | 9        | Ukraine            | 11e du Championnat d'Europe 1994              | 17-25 septembre 1994 | 0                                                                     |
| Europe (EHF)      | 9        | Slovaquie          | 12e du Championnat d'Europe 1994              | 17-25 septembre 1994 | 0                                                                     |
| Afrique (CAHB)    | 2        | Angola             | Vainqueur du Championnat d'Afrique 1994       | 8-24 novembre 1994   | 2 (1990, 1993)                                                        |
| Afrique (CAHB)    | 2        | Côte d'Ivoire      | Finaliste du Championnat d'Afrique 1994       | 8-24 novembre 1994   | 0                                                                     |
| Asie (AHF)        | 3        | Corée du Sud       | Vainqueur du Championnat d'Asie 1995 (en)     | 6-8 mai 1995         | 5 (1978, 1982, 1986, 1990, 1993)                                      |
| Asie (AHF)        | 3        | Chine              | Finaliste du Championnat d'Asie 1995          | 6-8 mai 1995         | 3 (1986, 1990, 1993)                                                  |
| Asie (AHF)        | 3        | Japon              | Troisième du Championnat d'Asie 1995          | 6-8 mai 1995         | 6 (1962, 1965, 1971, 1973, 1975, 1986)                                |
| Amériques (PATHF) | 3        | États-Unis         | Vainqueur des Jeux panaméricains de 1995 (en) | 16-25 mars 1995      | 4 (1975, 1982, 1986, 1993)                                            |
| Amériques (PATHF) | 3        | Canada             | Finaliste des Jeux panaméricains 1995         | 16-25 mars 1995      | 2 (1978, 1990)                                                        |
| Amériques (PATHF) | 3        | Brésil             | Troisième des Jeux panaméricains 1995         | 16-25 mars 1995      | 0                                                                     |

## Tour préliminaire
Les trois premiers de chaque groupe se qualifient pour les huitièmes de finale. Des Matchs de barrage croisés entre les 4e et 5e qualifient quatre équipes supplémentaires.

### Légende
- Directement qualifié pour les huitièmes de finale
- Qualifié pour les Matchs de barrage pour les huitièmes de finale

### Groupe A
Les matchs ont lieu à Wiener Neustadt, Sankt Pölten et Krems :
|     | Équipe        | Pts | J | G | N | P | Bp  | Bc  | Diff |
| --- | ------------- | --- | - | - | - | - | --- | --- | ---- |
| 1er | Autriche      | 8   | 4 | 4 | 0 | 0 | 109 | 74  | 35   |
| 2e  | Norvège       | 6   | 4 | 3 | 0 | 1 | 107 | 64  | 43   |
| 3e  | Suède         | 4   | 4 | 2 | 0 | 2 | 90  | 79  | 11   |
| 4e  | Japon         | 1   | 4 | 0 | 1 | 3 | 66  | 103 | -37  |
| 5e  | Côte d'Ivoire | 1   | 4 | 0 | 1 | 3 | 53  | 105 | -52  |

| - Norvège 26 - 18 Japon - Autriche 29 - 13 Côte d'Ivoire - Japon 14 - 27 Suède - Côte d'Ivoire 7 - 32 Norvège |  | - Suède 22 - 24 Autriche - Japon 18 - 18 Côte d'Ivoire - Norvège 23 - 24 Autriche |  | - Côte d'Ivoire 15 - 26 Suède - Suède 15 - 26 Norvège - Autriche 32 - 16 Japon |

### Groupe B
Les matchs ont lieu à Wiener Neustadt, Sankt Pölten, Stockerau et Krems :
|     | Équipe       | Pts | J | G | N | P | Bp  | Bc  | Diff |
| --- | ------------ | --- | - | - | - | - | --- | --- | ---- |
| 1er | Roumanie     | 8   | 4 | 4 | 0 | 0 | 124 | 81  | 43   |
| 2e  | Danemark     | 6   | 4 | 3 | 0 | 1 | 116 | 78  | 38   |
| 3e  | Slovaquie    | 3   | 4 | 1 | 1 | 2 | 92  | 95  | -3   |
| 4e  | Rép. tchèque | 3   | 4 | 1 | 1 | 2 | 83  | 86  | -3   |
| 5e  | Canada       | 0   | 4 | 0 | 0 | 0 | 61  | 136 | -75  |

| - Roumanie 27 - 22 Slovaquie - Danemark 37 - 18 Canada - Canada 11 - 27 République tchèque - Slovaquie 17 - 26 Danemark |  | - République tchèque 18 - 25 Roumanie - Canada 18 - 29 Slovaquie - Danemark 27 - 29 Roumanie |  | - République tchèque 14 - 26 Danemark - Roumanie 43 - 14 Canada - Slovaquie 24 - 24 République tchèque |

### Groupe C
Les matchs ont lieu à Győr :
|     | Équipe       | Pts | J | G | N | P | Bp  | Bc  | Diff |
| --- | ------------ | --- | - | - | - | - | --- | --- | ---- |
| 1er | Corée du Sud | 8   | 4 | 4 | 0 | 0 | 114 | 78  | 36   |
| 2e  | Russie       | 5   | 4 | 2 | 1 | 1 | 95  | 74  | 21   |
| 3e  | Allemagne    | 5   | 4 | 2 | 1 | 1 | 97  | 84  | 13   |
| 4e  | Chine        | 2   | 4 | 1 | 0 | 3 | 90  | 112 | -22  |
| 5e  | Angola       | 0   | 4 | 0 | 0 | 4 | 76  | 124 | -48  |

| - Allemagne 30 - 19 Angola - Russie 20 - 24 Corée du Sud - Angola 17 - 26 Russie - Chine23 - 29 Allemagne |  | - Corée du Sud 32 - 18 Chine - Corée du Sud 34 - 20 Angola - Allemagne 18 - 18 Russie |  | - Chine 34 - 20 Angola - Russie 31 - 15 Chine - Allemagne 20 - 24 Corée du Sud |

### Groupe D
Les matchs ont lieu à Budapest :
|     | Équipe     | Pts | J | G | N | P | Bp  | Bc  | Diff |
| --- | ---------- | --- | - | - | - | - | --- | --- | ---- |
| 1er | Hongrie    | 8   | 4 | 4 | 0 | 0 | 110 | 69  | 41   |
| 2e  | Croatie    | 6   | 4 | 3 | 0 | 1 | 78  | 61  | 17   |
| 3e  | Ukraine    | 4   | 4 | 2 | 0 | 2 | 93  | 80  | 13   |
| 4e  | États-Unis | 2   | 4 | 1 | 0 | 3 | 72  | 97  | -25  |
| 5e  | Brésil     | 0   | 4 | 0 | 0 | 4 | 63  | 109 | -46  |

| - Croatie 21 - 15 États-Unis - Hongrie 30 - 23 Ukraine - Ukraine 16 - 17 Croatie - Brésil 14 - 33 Hongrie |  | - États-Unis 24 - 19 Brésil - États-Unis 16 - 27 Ukraine - Hongrie 17 - 15 Croatie |  | - Brésil 17 - 27 Ukraine - Croatie 25 - 13 Brésil - Hongrie 30 - 17 États-Unis |

## Matchs de barrage
Les équipes classées 4e et 5e se croisent pour qualifier les quatre dernières équipes pour les huitièmes de finale. Les matchs ont eu lieu le 11 décembre 1995.
| Lieu  | Équipe classée 4e | Score   | Équipe classée 5e |
| ----- | ----------------- | ------- | ----------------- |
| Krems | Japon             | 31 – 22 | Canada            |
| Krems | Rép. tchèque      | 24 – 14 | Côte d'Ivoire     |
| Győr  | Chine             | 30 – 16 | Brésil            |
| Győr  | États-Unis        | 23 – 24 | Angola            |

## Phase finale
|  | Huitièmes de finale          | Huitièmes de finale          |              |                        | Quarts de finale             | Quarts de finale             |    |  | Demi-finales                 | Demi-finales                 |  |  | Finale                       | Finale                       |
|  | Huitièmes de finale          | Huitièmes de finale          |              |                        | Quarts de finale             | Quarts de finale             |    |  | Demi-finales                 | Demi-finales                 |  |  | Finale                       | Finale                       |
|  |                              |                              |              |                        |                              |                              |    |  |                              |                              |  |  |                              |                              |
|  | 12 décembre, Wiener Neustadt | 12 décembre, Wiener Neustadt |              |                        | 14 décembre, Wiener Neustadt | 14 décembre, Wiener Neustadt |    |  | 15 décembre, Wiener Neustadt | 15 décembre, Wiener Neustadt |  |  | 17 décembre, Wiener Neustadt | 17 décembre, Wiener Neustadt |
|  | 12 décembre, Wiener Neustadt | 12 décembre, Wiener Neustadt |              |                        | 14 décembre, Wiener Neustadt | 14 décembre, Wiener Neustadt |    |  | 15 décembre, Wiener Neustadt | 15 décembre, Wiener Neustadt |  |  | 17 décembre, Wiener Neustadt | 17 décembre, Wiener Neustadt |
|  | Autriche                     | 21                           |              |                        | 14 décembre, Wiener Neustadt | 14 décembre, Wiener Neustadt |    |  | 15 décembre, Wiener Neustadt | 15 décembre, Wiener Neustadt |  |  | 17 décembre, Wiener Neustadt | 17 décembre, Wiener Neustadt |
|  | Autriche                     | 21                           |              |                        | 14 décembre, Wiener Neustadt | 14 décembre, Wiener Neustadt |    |  | 15 décembre, Wiener Neustadt | 15 décembre, Wiener Neustadt |  |  | 17 décembre, Wiener Neustadt | 17 décembre, Wiener Neustadt |
|  | Tchéquie                     | 16                           |              |                        | 14 décembre, Wiener Neustadt | 14 décembre, Wiener Neustadt |    |  | 15 décembre, Wiener Neustadt | 15 décembre, Wiener Neustadt |  |  | 17 décembre, Wiener Neustadt | 17 décembre, Wiener Neustadt |
|  | Tchéquie                     | 16                           | Autriche     | 23                     |                              |                              |    |  | 15 décembre, Wiener Neustadt | 15 décembre, Wiener Neustadt |  |  | 17 décembre, Wiener Neustadt | 17 décembre, Wiener Neustadt |
|  | 12 décembre, Krems           |                              | Autriche     | 23                     |                              |                              |    |  | 15 décembre, Wiener Neustadt | 15 décembre, Wiener Neustadt |  |  | 17 décembre, Wiener Neustadt | 17 décembre, Wiener Neustadt |
|  |                              | Danemark                     | 24ap         |                        |                              |                              |    |  | 15 décembre, Wiener Neustadt | 15 décembre, Wiener Neustadt |  |  | 17 décembre, Wiener Neustadt | 17 décembre, Wiener Neustadt |
|  | Danemark                     | Danemark                     | 24ap         | 25                     |                              |                              |    |  | 15 décembre, Wiener Neustadt | 15 décembre, Wiener Neustadt |  |  | 17 décembre, Wiener Neustadt | 17 décembre, Wiener Neustadt |
|  | Danemark                     | 14 décembre, Budapest        |              | 25                     |                              |                              |    |  | 15 décembre, Wiener Neustadt | 15 décembre, Wiener Neustadt |  |  | 17 décembre, Wiener Neustadt | 17 décembre, Wiener Neustadt |
|  | Suède                        | 20                           |              |                        |                              |                              |    |  | 15 décembre, Wiener Neustadt | 15 décembre, Wiener Neustadt |  |  | 17 décembre, Wiener Neustadt | 17 décembre, Wiener Neustadt |
|  | Suède                        | 20                           | Danemark     | 31                     |                              |                              |    |  |                              |                              |  |  | 17 décembre, Wiener Neustadt | 17 décembre, Wiener Neustadt |
|  | 12 décembre, Győr            |                              | Danemark     | 31                     |                              |                              |    |  |                              |                              |  |  | 17 décembre, Wiener Neustadt | 17 décembre, Wiener Neustadt |
|  |                              | Corée du Sud                 | 33           |                        |                              |                              |    |  |                              |                              |  |  | 17 décembre, Wiener Neustadt | 17 décembre, Wiener Neustadt |
|  | Corée du Sud                 | Corée du Sud                 | 33           | 27                     |                              |                              |    |  |                              |                              |  |  | 17 décembre, Wiener Neustadt | 17 décembre, Wiener Neustadt |
|  | Corée du Sud                 | 15 décembre, Budapest        |              | 27                     |                              |                              |    |  |                              |                              |  |  | 17 décembre, Wiener Neustadt | 17 décembre, Wiener Neustadt |
|  | Angola                       | 14                           |              |                        |                              |                              |    |  |                              |                              |  |  | 17 décembre, Wiener Neustadt | 17 décembre, Wiener Neustadt |
|  | Angola                       | 14                           | Corée du Sud | 20                     |                              |                              |    |  |                              |                              |  |  | 17 décembre, Wiener Neustadt | 17 décembre, Wiener Neustadt |
|  | 12 décembre, Budapest        |                              | Corée du Sud | 20                     |                              |                              |    |  |                              |                              |  |  | 17 décembre, Wiener Neustadt | 17 décembre, Wiener Neustadt |
|  |                              | Allemagne                    | 15           |                        |                              |                              |    |  |                              |                              |  |  | 17 décembre, Wiener Neustadt | 17 décembre, Wiener Neustadt |
|  | Croatie                      | Allemagne                    | 15           | 24                     |                              |                              |    |  |                              |                              |  |  | 17 décembre, Wiener Neustadt | 17 décembre, Wiener Neustadt |
|  | Croatie                      | 14 décembre, Wiener Neustadt |              | 24                     |                              |                              |    |  |                              |                              |  |  | 17 décembre, Wiener Neustadt | 17 décembre, Wiener Neustadt |
|  | Allemagne                    | 28                           |              |                        |                              |                              |    |  |                              |                              |  |  | 17 décembre, Wiener Neustadt | 17 décembre, Wiener Neustadt |
|  | Allemagne                    | 28                           | Corée du Sud | 25                     |                              |                              |    |  |                              |                              |  |  |                              |                              |
|  | 12 décembre, Wiener Neustadt |                              | Corée du Sud | 25                     |                              |                              |    |  |                              |                              |  |  |                              |                              |
|  |                              | Hongrie                      | 20           |                        |                              |                              |    |  |                              |                              |  |  |                              |                              |
|  | Norvège                      | Hongrie                      | 20           | 32                     |                              |                              |    |  |                              |                              |  |  |                              |                              |
|  | Norvège                      |                              |              | 32                     |                              |                              |    |  |                              |                              |  |  |                              |                              |
|  | Slovaquie                    | 21                           |              |                        |                              |                              |    |  |                              |                              |  |  |                              |                              |
|  | Slovaquie                    | 21                           | Norvège      | 21                     |                              |                              |    |  |                              |                              |  |  |                              |                              |
|  | 12 décembre, Krems           |                              | Norvège      | 21                     |                              |                              |    |  |                              |                              |  |  |                              |                              |
|  |                              | Roumanie                     | 19           |                        |                              |                              |    |  |                              |                              |  |  |                              |                              |
|  | Roumanie                     | Roumanie                     | 19           | 33                     |                              |                              |    |  |                              |                              |  |  |                              |                              |
|  | Roumanie                     | 14 décembre, Budapest        |              | 33                     |                              |                              |    |  |                              |                              |  |  |                              |                              |
|  | Japon                        | 17                           |              |                        |                              |                              |    |  |                              |                              |  |  |                              |                              |
|  | Japon                        | 17                           | Norvège      | 21                     |                              |                              |    |  |                              |                              |  |  |                              |                              |
|  | 12 décembre, Győr            |                              | Norvège      | 21                     |                              |                              |    |  |                              |                              |  |  |                              |                              |
|  |                              | Hongrie                      | 22           |                        |                              |                              |    |  |                              |                              |  |  |                              |                              |
|  | Russie                       | Hongrie                      | 22           | 23                     |                              |                              |    |  |                              |                              |  |  |                              |                              |
|  | Russie                       |                              |              | 23                     |                              |                              |    |  |                              |                              |  |  |                              |                              |
|  | Ukraine                      | 20                           |              | Match pour la 3e place | Match pour la 3e place       |                              |    |  |                              |                              |  |  |                              |                              |
|  | Ukraine                      | 20                           | Russie       | Match pour la 3e place | Match pour la 3e place       | 18                           |    |  |                              |                              |  |  |                              |                              |
|  | 12 décembre, Budapest        | 12 décembre, Budapest        | Russie       | 17 décembre, Győr      | 17 décembre, Győr            | 18                           |    |  |                              |                              |  |  |                              |                              |
|  | 12 décembre, Budapest        | 12 décembre, Budapest        |              | 17 décembre, Győr      | 17 décembre, Győr            | Hongrie                      | 23 |  |                              |                              |  |  |                              |                              |
|  | Hongrie                      | 21                           | Danemark     | 25                     |                              | Hongrie                      | 23 |  |                              |                              |  |  |                              |                              |
|  | Hongrie                      | 21                           | Danemark     | 25                     |                              |                              |    |  |                              |                              |  |  |                              |                              |
|  | Chine                        | 20                           |              | Norvège                | 24                           |                              |    |  |                              |                              |  |  |                              |                              |
|  | Chine                        | 20                           |              | Norvège                | 24                           |                              |    |  |                              |                              |  |  |                              |                              |

## Matchs de classement

### Matchs pour la5eplace
|  | Demi-finales de classement 15 décembre 1995 | Demi-finales de classement 15 décembre 1995 |                        |      | Match pour la 5e place 17 décembre 1995 | Match pour la 5e place 17 décembre 1995 |
|  | Demi-finales de classement 15 décembre 1995 | Demi-finales de classement 15 décembre 1995 |                        |      | Match pour la 5e place 17 décembre 1995 | Match pour la 5e place 17 décembre 1995 |
|  |                                             |                                             |                        |      |                                         |                                         |
|  |                                             |                                             |                        |      |                                         |                                         |
|  |                                             |                                             |                        |      |                                         |                                         |
|  | Allemagne                                   | 20                                          |                        |      |                                         |                                         |
|  | Allemagne                                   | 20                                          |                        |      |                                         |                                         |
|  | Autriche                                    | 16                                          |                        |      |                                         |                                         |
|  | Autriche                                    | 16                                          | Allemagne              | 26   |                                         |                                         |
|  |                                             |                                             | Allemagne              | 26   |                                         |                                         |
|  |                                             | Russie                                      | 22                     |      |                                         |                                         |
|  | Russie                                      | Russie                                      | 22                     | 29ap |                                         |                                         |
|  | Russie                                      |                                             |                        | 29ap |                                         |                                         |
|  | Roumanie                                    | 28                                          |                        |      |                                         |                                         |
|  | Roumanie                                    | 28                                          | Match pour la 7e place |      |                                         |                                         |
|  |                                             |                                             |                        |      |                                         |                                         |
|  |                                             |                                             |                        |      |                                         |                                         |
|  |                                             |                                             |                        |      |                                         |                                         |
|  | Autriche                                    | 27                                          |                        |      |                                         |                                         |
|  | Autriche                                    | 27                                          |                        |      |                                         |                                         |
|  | Roumanie                                    | 28                                          |                        |      |                                         |                                         |
|  | Roumanie                                    | 28                                          |                        |      |                                         |                                         |

### Matchs pour la9eplace
|  | Quarts de finale de classement 14 décembre 1995 | Quarts de finale de classement 14 décembre 1995 |           |       | Demi-finales de classement 15 décembre 1995 | Demi-finales de classement 15 décembre 1995 |  |  | Match pour la 9e place 17 décembre 1995 | Match pour la 9e place 17 décembre 1995 |
|  | Quarts de finale de classement 14 décembre 1995 | Quarts de finale de classement 14 décembre 1995 |           |       | Demi-finales de classement 15 décembre 1995 | Demi-finales de classement 15 décembre 1995 |  |  | Match pour la 9e place 17 décembre 1995 | Match pour la 9e place 17 décembre 1995 |
|  |                                                 |                                                 |           |       |                                             |                                             |  |  |                                         |                                         |
|  |                                                 |                                                 |           |       |                                             |                                             |  |  |                                         |                                         |
|  |                                                 |                                                 |           |       |                                             |                                             |  |  |                                         |                                         |
|  | Rép. tchèque                                    | 18                                              |           |       |                                             |                                             |  |  |                                         |                                         |
|  | Rép. tchèque                                    | 18                                              |           |       |                                             |                                             |  |  |                                         |                                         |
|  | Suède                                           | 20                                              |           |       |                                             |                                             |  |  |                                         |                                         |
|  | Suède                                           | 20                                              | Suède     | 19    |                                             |                                             |  |  |                                         |                                         |
|  |                                                 |                                                 | Suède     | 19    |                                             |                                             |  |  |                                         |                                         |
|  |                                                 | Ukraine                                         | 24        |       |                                             |                                             |  |  |                                         |                                         |
|  | Ukraine                                         | Ukraine                                         | 24        | 31    |                                             |                                             |  |  |                                         |                                         |
|  | Ukraine                                         |                                                 |           | 31    |                                             |                                             |  |  |                                         |                                         |
|  | Chine                                           | 30                                              |           |       |                                             |                                             |  |  |                                         |                                         |
|  | Chine                                           | 30                                              | Ukraine   | 35a2p |                                             |                                             |  |  |                                         |                                         |
|  |                                                 |                                                 | Ukraine   | 35a2p |                                             |                                             |  |  |                                         |                                         |
|  |                                                 | Croatie                                         | 32        |       |                                             |                                             |  |  |                                         |                                         |
|  | Slovaquie                                       | Croatie                                         | 32        | 23    |                                             |                                             |  |  |                                         |                                         |
|  | Slovaquie                                       |                                                 |           | 23    |                                             |                                             |  |  |                                         |                                         |
|  | Japon                                           | 21                                              |           |       |                                             |                                             |  |  |                                         |                                         |
|  | Japon                                           | 21                                              | Slovaquie | 28    |                                             |                                             |  |  |                                         |                                         |
|  |                                                 |                                                 | Slovaquie | 28    | Match pour la 11e place                     |                                             |  |  |                                         |                                         |
|  |                                                 | Croatie                                         | 30ap      |       |                                             |                                             |  |  |                                         |                                         |
|  | Angola                                          | Croatie                                         | 30ap      | 23    |                                             |                                             |  |  |                                         |                                         |
|  | Angola                                          |                                                 |           | 23    |                                             |                                             |  |  |                                         |                                         |
|  | Croatie                                         | 24                                              |           | Suède | 26                                          |                                             |  |  |                                         |                                         |
|  | Croatie                                         | 24                                              |           | Suède | 26                                          |                                             |  |  |                                         |                                         |
|  |                                                 |                                                 |           |       |                                             |                                             |  |  | Slovaquie                               | 20                                      |
|  |                                                 |                                                 |           |       |                                             |                                             |  |  | Slovaquie                               | 20                                      |

## Classement final
| Rang                      | Équipe        | J | G | N | P | Bp  | Bc  | Diff |
| ------------------------- | ------------- | - | - | - | - | --- | --- | ---- |
| Médaille d'or, monde      | Corée du Sud  | 8 | 8 | 0 | 0 | 219 | 158 | +61  |
| Médaille d'argent, monde  | Hongrie       | 8 | 7 | 0 | 1 | 196 | 153 | +43  |
| Médaille de bronze, monde | Danemark      | 8 | 6 | 0 | 2 | 221 | 178 | +43  |
| 4                         | Norvège       | 8 | 5 | 0 | 3 | 205 | 151 | +54  |
|                           |               |   |   |   |   |     |     |      |
| 5                         | Allemagne     | 8 | 5 | 1 | 2 | 186 | 166 | +20  |
| 6                         | Russie        | 8 | 4 | 1 | 3 | 187 | 171 | +16  |
| 7                         | Roumanie      | 8 | 6 | 0 | 2 | 232 | 175 | +57  |
| 8                         | Autriche      | 8 | 5 | 0 | 3 | 196 | 162 | +34  |
|                           |               |   |   |   |   |     |     |      |
| 9                         | Ukraine       | 8 | 5 | 0 | 3 | 203 | 184 | +19  |
| 10                        | Croatie       | 8 | 5 | 0 | 3 | 188 | 175 | +13  |
| 11                        | Suède         | 8 | 4 | 0 | 4 | 175 | 166 | +9   |
| 12                        | Slovaquie     | 8 | 2 | 1 | 5 | 184 | 204 | –20  |
|                           |               |   |   |   |   |     |     |      |
| 13                        | Rép. tchèque  | 7 | 2 | 1 | 4 | 141 | 141 | 0    |
| 14                        | Chine         | 7 | 2 | 0 | 5 | 170 | 180 | –10  |
| 15                        | Japon         | 7 | 1 | 1 | 5 | 135 | 181 | –46  |
| 16                        | Angola        | 7 | 1 | 0 | 6 | 137 | 198 | –61  |
|                           |               |   |   |   |   |     |     |      |
| 17                        | États-Unis    | 5 | 1 | 0 | 4 | 95  | 121 | –26  |
| 18                        | Côte d'Ivoire | 5 | 0 | 1 | 4 | 67  | 129 | –62  |
| 19                        | Brésil        | 5 | 0 | 0 | 5 | 79  | 139 | –60  |
| 20                        | Canada        | 5 | 0 | 0 | 5 | 83  | 167 | –84  |

Les quatre premières équipes sont qualifiées pour les Jeux olympiques d'Atlanta.

## Statistiques et récompenses

### Équipe-type
L'équipe-type du tournoi est composée des joueuses suivantes :
- meilleure gardienne : Cecilie Leganger,  Norvège
- meilleure ailière gauche : Anette Hoffmann,  Danemark
- meilleure arrière gauche : Lim O-kyeong,  Corée du Sud
- meilleure demi-centre : Mariana Tîrcă (en),  Roumanie
- meilleure pivot : Natalia Deriouguina,  Russie
- meilleure arrière droite : Sorina Lefter (ro),  Autriche
- meilleure ailière droite : Katalin Szilágyi,  Hongrie

Il n'y aurait pas eu de trophée de la meilleure joueuse.
Regrettant que la gardienne sud-coréenne Moon Hyang-ja n'ait pas été distinguée, Cecilie Leganger a saisi le microphone lors de la cérémonie de remise des prix et lui a donné la montre qu'elle avait reçue en trophée. Ce geste lui vaudra à Cecilie Leganger de recevoir le Prix international du Fair Play en 1998.

### Meilleures buteuses
Les meilleures buteuses sont, :
| Rang | Joueuse                  | Nation       | Buts |
| ---- | ------------------------ | ------------ | ---- |
| 1    | Nataliya Derepasko       | Ukraine      | 61   |
| 2    | Aušra Žukienė            | Autriche     | 57   |
| 3    | Steluța Lazăr (en)       | Roumanie     | 52   |
| 4    | Shi Wei (en)             | Chine        | 51   |
| 4    | Mariana Tîrcă (en)       | Roumanie     | 51   |
| 6    | Chao Zhai                | Chine        | 50   |
| 7    | Andrea Šalatová          | Slovaquie    | 47   |
| 8    | Sorina Lefter (ro)       | Autriche     | 44   |
| 9    | Anja Andersen            | Danemark     | 42   |
| 10   | Kjersti Grini            | Chine        | 41   |
| 10   | Valentina Cozma (en)     | Roumanie     | 41   |
| 10   | Åsa Eriksson             | Suède        | 41   |
| 13   | Lim O-kyeong             | Corée du Sud | 38   |
| 13   | Snježana Petika (hr)     | Croatie      | 38   |
| 15   | Zuzana Prekopová         | Slovaquie    | 37   |
| 16   | Chryssandra Hires (en)   | États-Unis   | 36   |
| 17   | Camilla Andersen         | Danemark     | 35   |
| 17   | Bianca Urbanke (de)      | Allemagne    | 35   |
| 19   | Tonje Sagstuen           | Norvège      | 34   |
| 20   | Klaudija Klikovac-Bubalo | Croatie      | 33   |

## Effectif des équipes sur le podium
Les effectifs des trois équipes sur le podium sont,, :

### Champion du monde:Corée du Sud
- Cho Soon-ja
- Gu Aeh-kycong
- Han Sun-hee
- Hong Jeong-ho
- Kim Eun-kyoung
- Kim Eun-mi
- Kim Mi-sim
- Kim Rang
- Kim Jeong-mi
- Lee Sang-eun
- Lim O-kyeong
- Moon Hyang-ja
- Oh Seong-ok
- Oh Yong-ran
- Pack Chong-sook
- Park Jeong-lim

Entraîneur
- Chung Hyung-kyun

### Vice-champion du monde:Hongrie
- Éva Erdős
- Andrea Farkas
- Beáta Hoffmann
- Anikó Kántor
- Erzsébet Kocsis
- Beatrix Kökény
- Eszter Mátéfi
- Auguszta Mátyás
- Anikó Meksz
- Anikó Nagy
- Helga Németh
- Ildikó Pádár
- Beáta Siti
- Anna Szántó
- Katalin Szilágyi
- Beatrix Tóth

Entraîneur
- László Laurencz

### Troisième place:Danemark
- Lene Rantala
- Gitte Sunesen
- Susanne Munk Lauritsen
- Anne Dorthe Tanderup
- Helle Simonsen
- Camilla Andersen
- Tina Bøttzau
- Anette Hoffmann
- Lotte Kiærskou
- Janne Kolling
- Anja Andersen
- Gitte Madsen
- Rikke Solberg
- Tonje Kjærgaard
- Maybrit Nielsen
- Karina Jespersen

Entraîneur
- Ulrik Wilbek